# 马格草
马格草（学名：Roegneria glaucifolia）为禾本科鹅观草属下的一个种。

## 扩展阅读
維基物種上的相關：马格草